# Kolos Csizmadia
Kolos Attila Csizmadia (Budapest, 1 de septiembre de 1995) es un deportista húngaro que compite en piragüismo en la modalidad de aguas tranquilas.
Ganó tres medallas en el Campeonato Mundial de Piragüismo entre los años 2021 y 2023. Participó en los Juegos Olímpicos de Tokio 2020, ocupando el cuarto lugar en la prueba de K2 200 m.

## Palmarés internacional
| Campeonato Mundial | Campeonato Mundial     | Campeonato Mundial | Campeonato Mundial |
| Año                | Lugar                  | Medalla            | Competición        |
| ------------------ | ---------------------- | ------------------ | ------------------ |
| 2021               | Copenhague (Dinamarca) | Medalla de oro     | K2 200 m mixto     |
| 2022               | Halifax (Canadá)       | Medalla de bronce  | K1 200 m           |
| 2023               | Duisburgo (Alemania)   | Medalla de plata   | K4 500 m           |